# Сар-Сахті-є Бала
Сар-Сахті-є Бала (перс. سرسختي بالا) — село в Ірані, у дегестані Астане, в Центральному бахші, шагрестані Шазанд остану Марказі. За даними перепису 2006 року, його населення становило 726 осіб, що проживали у складі 259 сімей.

## Клімат
Середня річна температура становить 10,73°C, середня максимальна – 29,74°C, а середня мінімальна – -11,62°C. Середня річна кількість опадів – 284 мм.
| Клімат поселення                              | Клімат поселення | Клімат поселення | Клімат поселення | Клімат поселення | Клімат поселення | Клімат поселення | Клімат поселення | Клімат поселення | Клімат поселення | Клімат поселення | Клімат поселення | Клімат поселення | Клімат поселення |
| Показник                                      | Січ.             | Лют.             | Бер.             | Квіт.            | Трав.            | Черв.            | Лип.             | Серп.            | Вер.             | Жовт.            | Лист.            | Груд.            |                  |
| Середній максимум, °C                         | 5,38             | 7,29             | 11,55            | 18,04            | 23,28            | 28,22            | 29,74            | 29,64            | 24,79            | 18,76            | 12,04            | 6,58             |                  |
| Середня температура, °C                       | −3,13            | −1,22            | 3,03             | 9,54             | 14,79            | 19,72            | 23,81            | 23,71            | 18,86            | 12,83            | 6,10             | 0,65             |                  |
| Середній мінімум, °C                          | −11,62           | −9,72            | −5,46            | 1,04             | 6,27             | 11,23            | 17,87            | 17,78            | 12,94            | 6,89             | 0,18             | −5,28            |                  |
| Норма опадів, мм                              | 43               | 40               | 51               | 38               | 31               | 5                | 1                | 1                | 0                | 7                | 27               | 40               |                  |
| Середньомісячна швидкість вітру, м/с          | 1.58             | 2.58             | 3.06             | 2.91             | 2.70             | 2.40             | 2.54             | 2.50             | 2.22             | 2.11             | 1.68             | 2.00             |                  |
| Середньомісячна сонячна радіація, кДж/м²·день | 9400             | 12503            | 15104            | 18264            | 22203            | 26904            | 25699            | 24095            | 21357            | 15957            | 11018            | 9017             |                  |
| --------------------------------------------- | ---------------- | ---------------- | ---------------- | ---------------- | ---------------- | ---------------- | ---------------- | ---------------- | ---------------- | ---------------- | ---------------- | ---------------- | ---------------- |
| Джерело:                                      |                  |                  |                  |                  |                  |                  |                  |                  |                  |                  |                  |                  |                  |